# Línea Málaga-Fuengirola
La línea Málaga-Fuengirola es una línea férrea de 31,35 kilómetros de longitud que pertenece a la red ferroviaria española. Se trata de un trazado de ancho ibérico, electrificado y de vía doble en algunos tramos. Inaugurada en 1975,la línea ha sido utilizado tradicionalmente por servicios de Cercanías. En la actualidad Adif es el titular de todas las instalaciones, siendo empleadas sus infraestructuras por los trenes de la línea C-1 de Cercanías Málaga. 
Siguiendo la catalogación de Adif, es la «línea 436».

## Historia
En 1912 el Estado otorgó a la Compañía de los Ferrocarriles de Málaga a Algeciras y Cádiz una concesión para construir una línea que uniera Málaga con la población de Fuengirola. El ferrocarril fue construido en ancho métrico, y aunque hubo proyectos para alargarlo hasta Algeciras, esto nunca se materializó. La línea sería con posterioridad explotada por la compañía de Ferrocarriles Suburbanos de Málaga, hasta 1934, momento en que el organismo de Explotación de Ferrocarriles por el Estado asumió la gestión. Se mantuvo en servicio hasta su clausura en 1970, siendo desmantelada la vía con posterioridad.
La propiedad de la línea fue transferida a la empresa pública RENFE, que a su vez la reconvirtió al ancho ibérico. Tras ser reformada y reacondicionada, la nueva línea fue abierta al tráfico en julio de 1975. En el momento de su inauguración contaba con catorce estaciones, tres viaductos, seis pasos elevados y seis pasos subterráneos. También mantenía una conexión con el Aeropuerto de Málaga. Con posterioridad se inaugurararían nuevas estaciones, como la de Málaga-Guadalmedina. Desde el 1 de enero de 2005 Renfe Operadora explota la línea mientras que Adif es la titular de las instalaciones ferroviarias.